# 2. Handball-Bundesliga (Frauen)
Die 2. Bundesliga ist die zweithöchste deutsche Spielklasse im Frauen-Handball.
In der 2. Bundesliga treten 16 Mannschaften in einem Ligasystem an, bei dem jeder Verein je ein Hin- und Rückspiel gegen jeden anderen Verein bestreitet. Die beiden erstplatzierten Mannschaften steigen in die 1. Handball-Bundesliga auf.
Oberhalb der 2. Bundesliga befindet sich die 1. Bundesliga mit 14 Mannschaften. Darunter folgt die 3. Liga.

## Modus
Von ihrer Einführung 1985 bis 2011 war die 2. Bundesliga in zwei Staffeln Nord und Süd aufgeteilt. Von 1991 bis 1994 existierte zudem eine dritte Staffel Mitte. Ab der Saison 2011/12 wurde die 2. Bundesliga in einer Staffel mit 16 Mannschaften ausgetragen. Der Spielbetrieb wird von der Handball Bundesliga Vereinigung-Frauen (HBV-F) organisiert.
Der Erstplatzierte steigt in die Bundesliga auf. Die Mannschaft auf Platz 2 spielt gegen den Vorletzten der 1. Bundesliga eine Relegation. Die vier Mannschaften auf den Plätzen 13–16 steigen in die 3. Liga ab. Analog dazu steigen die beiden Letzten bzw. der Letzte der 1. Bundesliga in die 2. Bundesliga ab.
Die Aufsteiger aus der 3. Liga werden in einer Aufstiegsrunde ermittelt. Dabei sind aus den drei Staffeln je zwei Mannschaften startberechtigt. Sie müssen dazu auf den Plätzen 1–4 die Saison in ihrer Staffel beendet haben. In der Saison 2024/2025 spielen vier Mannschaften die drei Aufstiegsplätze aus.

## Die Meister der zweigleisigen 2. Bundesliga (1986–1991)
| Saison  | Staffel Nord         | Staffel Süd       |
| ------- | -------------------- | ----------------- |
| 1985/86 | SV Süd Braunschweig  | VfL Sindelfingen  |
| 1986/87 | TSV Jarplund-Weding  | DJK Würzburg      |
| 1987/88 | TuS Eintracht Minden | 1. FC Nürnberg    |
| 1988/89 | Buxtehuder SV        | VfL Neckargartach |
| 1989/90 | TuS Walle Bremen     | TV Mainzlar       |
| 1990/91 | TSV Nord Harrislee   | VfL Sindelfingen  |

## Die Meister der dreigleisigen 2. Bundesliga (1992–1994)
| Saison  | Staffel Nord       | Staffel Süd                | Staffel Mitte            |
| ------- | ------------------ | -------------------------- | ------------------------ |
| 1991/92 | VfL Oldesloe       | DJK Schwarz-Weiß Wiesbaden | Borussia Dortmund        |
| 1992/93 | TSG Wismar         | DJK Würzburg               | Borussia Dortmund        |
| 1993/94 | TSV Nord Harrislee | DJK Augsburg-Hochzoll      | SG GutsMuths/BTSV Berlin |

## Die Meister der zweigleisigen 2. Bundesliga (1995–2011)
| Saison  | Staffel Nord            | Staffel Süd              |
| ------- | ----------------------- | ------------------------ |
| 1994/95 | TSG Wismar              | BSV Sachsen Zwickau      |
| 1995/96 | VfL Oldenburg           | HSG Herrentrup-Blomberg  |
| 1996/97 | SV Berliner VG 49       | TuS Metzingen            |
| 1997/98 | TSG Wismar              | SG Hessen Hersfeld       |
| 1998/99 | VfL Oldenburg           | HSG Albstadt             |
| 1999/00 | SC Germania List        | DJK/MJC Trier            |
| 2000/01 | SV Berliner VG 49       | SV Teutonia Riemke       |
| 2001/02 | FHC Frankfurt/Oder      | 1. FC Nürnberg           |
| 2002/03 | SC Buntekuh             | TuS Weibern              |
| 2003/04 | SG PSV Rostock          | SG 09 Kirchhof           |
| 2004/05 | SV Union Halle-Neustadt | Frisch Auf Göppingen     |
| 2005/06 | HSG Blomberg-Lippe      | TuS Weibern              |
| 2006/07 | TV Beyeröhde            | HSG Sulzbach/Leidersbach |
| 2007/08 | Borussia Dortmund       | Frisch Auf Göppingen     |
| 2008/09 | SVG Celle               | VfL Sindelfingen         |
| 2009/10 | SG Handball Rosengarten | HSG Bensheim/Auerbach    |
| 2010/11 | SVG Celle               | HSG Bad Wildungen        |

## Die Meister der eingleisigen 2. Bundesliga (seit 2012)
Zur Saison 2011/12 wurde die eingleisige 2. Handball-Bundesliga eingeführt. Seitdem nehmen 16 Vereinsmannschaften am Ligabetrieb teil. Das Team auf Platz 1 (Meister) steigt in die Handball Bundesliga auf. Bis 2019 stieg auch das Team auf Platz 2 direkt auf. 2020/2021 gab es erstmals Relegationsspiele zwischen dem Team auf Platz 2 der 2. Bundesliga und dem Team auf Platz 13. der Bundesliga.
| Saison  | Meister                    | Zweiter                  |
| ------- | -------------------------- | ------------------------ |
| 2011/12 | TuS Metzingen              | TuS Weibern              |
| 2012/13 | SG BBM Bietigheim          | HSG Bensheim/Auerbach    |
| 2013/14 | Füchse Berlin              | HSG Bad Wildungen        |
| 2014/15 | SGH Rosengarten-Buchholz   | BVB Dortmund Handball    |
| 2015/16 | Neckarsulmer Sport-Union   | TV Nellingen             |
| 2016/17 | HSG Bensheim/Auerbach      | SGH Rosengarten-Buchholz |
| 2017/18 | HL Buchholz 08-Rosengarten | SV Union Halle-Neustadt  |
| 2018/19 | HL Buchholz 08-Rosengarten | 1. FSV Mainz 05          |
| 2019/20 | HL Buchholz 08-Rosengarten | SV Union Halle-Neustadt  |
| 2020/21 | BSV Sachsen Zwickau        | Füchse Berlin            |
| 2021/22 | VfL Waiblingen             | Frisch Auf Göppingen     |
| 2022/23 | HSV Solingen-Gräfrath      | Frisch Auf Göppingen     |
| 2023/24 | Frisch Auf Göppingen       | HC Rödertal              |
| 2024/25 | SV Union Halle-Neustadt    | HC Rödertal              |